# Föderationsreferendum in Libyen 1971

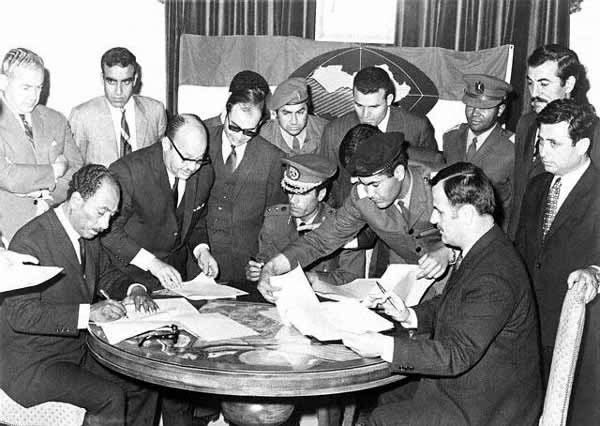
Sadat (links sitzend), Gaddafi (Bildmitte) und Assad (rechts sitzend) besiegeln am 17. April 1971 in Bengasi die Föderation

Das Föderationsreferendum in Libyen 1971 fand am 1. September 1971 statt. Abgestimmt wurde über die Gründung der Föderation Arabischer Republiken, gleichzeitig fand ein Referendum in Ägypten statt.

## Ergebnis des Referendums
Bei einer Wahlbeteiligung von 94,6 % stimmten 98,6 % der Wähler für den Vorschlag.
| Wahl     | Stimmen | Anteil  |
| -------- | ------- | ------- |
| Ja       | 477.490 | 98,6 %  |
| Nein     | 6.741   | 1,4 %   |
| Ungültig | 0       |         |
| Gesamt   | 484.231 | 100,0 % |